# Leichtathletik-Weltmeisterschaften 2017/4 × 400 m der Frauen
Die 4-mal-400-Meter-Staffel der Frauen bei den Leichtathletik-Weltmeisterschaften 2017 wurde am 12. und 13. August 2017 im Olympiastadion der britischen Hauptstadt London ausgetragen.
Den Weltmeistertitel gewann das Team der Vereinigten Staaten mit Quanera Hayes, Allyson Felix, Shakima Wimbley und Phyllis Francis sowie den im Vorlauf außerdem eingesetzten Kendall Ellis und Natasha Hastings.

Die Staffel Großbritanniens errang die Silbermedaille in der Besetzung Zoey Clark, Laviai Nielsen, Eilidh Doyle und Emily Diamond sowie der im Vorlauf außerdem eingesetzten Perri Shakes-Drayton.

Bronze ging an Polen mit Małgorzata Hołub, Iga Baumgart, Aleksandra Gaworska und Justyna Święty sowie den im Vorlauf außerdem eingesetzten Patrycja Wyciszkiewicz und Martyna Dąbrowska.
Auch die hier im Vorlauf für die USA, Großbritannien und Polen eingesetzten Läuferinnen erhielten entsprechendes Edelmetall.

## Rekorde

### Bestehende Rekorde
| Weltrekord | Sowjetunion (Tazzjana Ljadouskaja, Olga Nasarowa, Marija Pinigina, Olha Bryshina) | 3:15,17 min | OS in Seoul, Südkorea        | 1. Oktober 1988 |
| WM-Rekord  | USA (Gwen Torrence, Maicel Malone-Wallace, Natasha Kaiser-Brown, Jearl Miles)     | 3:16,71 min | WM in Stuttgart, Deutschland | 22. August 1993 |

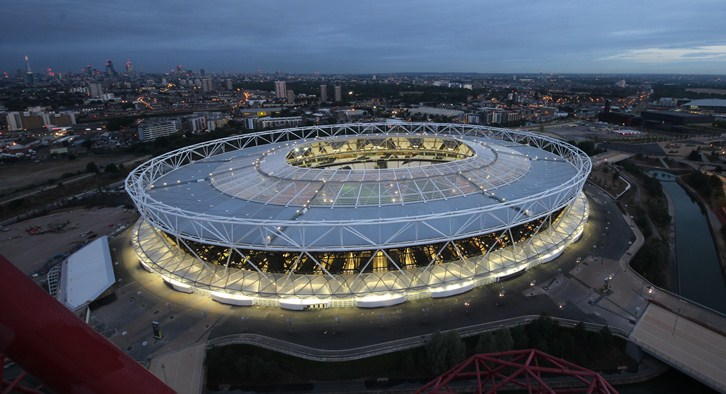
Das Olympiastadion London im Jahr 2017

Der bestehende WM-Rekord wurde bei diesen Weltmeisterschaften nicht eingestellt und nicht verbessert.

### Rekordverbesserungen
Es wurden zwei Weltjahresbestleistungen und ein Landesrekord aufgestellt:
- Weltjahresbestleistungen:
  - 3:21,66 min – USA (Quanera Hayes, Kendall Ellis, Shakima Wimbley, Natasha Hastings), erster Vorlauf am 12. August
  - 3:19,02 min – USA (Quanera Hayes, Allyson Felix, Shakima Wimbley, Phyllis Francis), Finale am 13. August
- Landesrekord:
  - 3:26,90 min – Botswana (Christine Botlogetswe, Lydia Jele, Galefele Moroko, Amantle Montsho), erster Vorlauf am 12. August

## Vorläufe
Aus den beiden Vorläufen qualifizierten sich die jeweils drei Ersten jedes Laufes – hellblau unterlegt – und zusätzlich die beiden Zeitschnellsten – hellgrün unterlegt –  für das Halbfinale.

### Lauf 1
12. August 2017, 11:20 Uhr Ortszeit (12:20 Uhr MESZ)
| Platz | Bahn | Land           | Athletinnen                                                                              | Zeit (min) |
| ----- | ---- | -------------- | ---------------------------------------------------------------------------------------- | ---------- |
| 1     | 7    | USA            | - Quanera Hayes - Kendall Ellis (Vorlauf) - Shakima Wimbley - Natasha Hastings (Vorlauf) | 3:21,66 WL |
| 2     | 8    | Großbritannien | - Zoey Clark - Laviai Nielsen - Perri Shakes-Drayton (Vorlauf) - Emily Diamond           | 3:24,74 SB |
| 3     | 4    | Botswana       | - Christine Botlogetswe - Lydia Jele - Galefele Moroko - Amantle Montsho                 | 3:26,90 NR |
| 4     | 6    | Frankreich     | - Déborah Sananes - Estelle Perrossier - Agnès Raharolahy - Elea Mariama Diarra          | 3:27,59 SB |
| 5     | 9    | Australien     | - Anneliese Rubie - Ella Connolly - Lauren Wells - Morgan Mitchell                       | 3:28,02 SB |
| 6     | 3    | Kanada         | - Carline Muir - Aiyanna Stiverne - Travia Jones - Natassha McDonald                     | 3:28,47 SB |
| DSQ   | 2    | Indien         | - Jisna Mathew - M. R. Poovamma - Anilda Thomas - Nirmala Sheoran                        |            |
| DSQ   | 5    | Niederlande    | - Madiea Ghafoor - Lisanne de Witte - Laura de Witte - Eva Hovenkamp                     |            |

### Lauf 2
12. August 2017, 11:32 Uhr Ortszeit (12:32 Uhr MESZ)
| Platz | Bahn | Land        | Athletinnen | Zeit (min) |
| ----- | ---- | ----------- | --- | ---------- |
| 1     | 5    | Jamaika     | - Anastasia Le-Roy (Vorlauf) - Anneisha McLaughlin-Whilby - Chrisann Gordon - Stephenie Ann McPherson (Vorlauf) | 3:23,64 SB |
| 2     | 2    | Nigeria     | - Patience Okon George - Glory Onome Nathaniel - Emerald Egwim (Vorlauf) - Yinka Ajayi                          | 3:25,40 SB |
| 3     | 3    | Deutschland | - Ruth Sophia Spelmeyer - Nadine Gonska - Svea Köhrbrück (Vorlauf) - Laura Müller                               | 3:26,24 SB |
| 4     | 9    | Polen       | - Małgorzata Hołub - Patrycja Wyciszkiewicz (Vorlauf) - Martyna Dąbrowska (Vorlauf) - Iga Baumgart              | 3:26,47 SB |
| 5     | 7    | Italien     | - Maria Benedicta Chigbolu - Maria Enrica Spacca - Libania Grenot - Ayomide Folorunso                           | 3:27,81 SB |
| 6     | 8    | Ukraine     | - Kateryna Klymjuk - Olha Bibik - Tetjana Melnyk - Anastassija Bryshina                                         | 3:31,84    |
| 7     | 4    | Südafrika   | - Justine Palframan - Gena Löfstrand - Ariane Nel - Wenda Nel                                                   | 3:37,82 SB |
| DNF   | 6    | Bahamas     | - Lanece Clarke - Christine Amertil - Anthonique Strachan - Shaquania Dorsett                                   |            |

## Finale
13. August 2017, 20:55 Uhr Ortszeit (21:55 Uhr MESZ)
Im Finale gab es folgende Besetzungsänderungen:
- USA – Allyson Felix und Phyllis Francis ersetzten Kendall Ellis und Natasha Hastings.
- Großbritannien – Eilidh Doyle lief anstelle von Perri Shakes-Drayton.
- Polen – Aleksandra Gaworska und Justyna Święty ersetzten Patrycja Wyciszkiewicz und Martyna Dąbrowska.
- Nigeria – Abike Funmilola Egbeniyi lief anstelle von Emerald Egwim.
- Deutschland – Hannah Mergenthaler ersetzte Svea Köhrbrück.
- Jamaika – Shericka Jackson und Novlene Williams-Mills hätten anstelle von Anastasia Le-Roy und Stephenie Ann McPherson laufen sollen.

Nach den Vorläufen und auch nach den Ergebnissen des 400-Meter-Einzellaufs zeichnete sich ein Duell zwischen den Vereinigten Staaten und Jamaika ab. Jamaika hatte den Titel bei den letzten Weltmeisterschaften gewonnen und war bei den Olympischen Spielen 2012 und 2016 jeweils Zweiter geworden, die USA waren Olympiasieger von 2012 / 2016, Vizeweltmeister von 2017 und Weltmeister von 2013. Erste Anwärterinnen auf die dann eventuell verbleibende Bronzemedaille waren die amtierenden Europameisterinnen aus Großbritannien. Die weiteren für das Finale qualifizierten Staffeln hatten in den Vorläufen so eng zusammengelegen, dass kaum Voraussagen auf den Ausgang möglich waren.
Schon nach dem ersten Wechsel lag die US-Staffel schier uneinholbar vorn. Die für Jamaika laufende Anneisha McLaughlin-Whilby verletzte sich auf der zweiten Runde so schwer, dass sie aufgeben musste. So waren die Hauptgegnerinnen der USA aus dem Rennen. Hinter der überlegen führenden Staffel lagen die weiteren Teams noch eng zusammen. Eilidh Doyle, die dritte britische Läuferin, brachte ihre Mannschaft auf den zweiten Platz und löste sich um einige Meter von ihren Konkurrentinnen. Als Dritte folgte die Polin Aleksandra Gaworska, die sich von den weiteren noch im Rennen befindlichen Teams absetzen konnte. Frankreich, Deutschland und Nigeria wechselten auf den Rängen vier bis sechs ziemlich gleichauf, während Botswana den Anschluss verloren hatte. Spannend war auf der Schlussrunde eigentlich nur noch der Kampf um den vierten Platz. Die Olympiasiegerin des 400-Meter-Einzewettbewerbs Phyllis Francis lief ganz vorne ein einsames Rennen, das US-Team gewann den Weltmeistertitel mit fast sechs Sekunden Vorsprung. Die Polin Justyna Święty versuchte zwar alles, um an Emily Diamond noch heranzukommen, hatte jedoch schließlich keine Chance, die Britin noch zu erreichen. So gewann Großbritannien die Silbermedaille, die Polinnen errangen Bronze. Die französische Schlussläuferin Elea Mariama Diarra brachte ihre Staffel auf den vierten Platz vor Nigeria und Deutschland. Botswana wurde am Ende Rang Siebter.

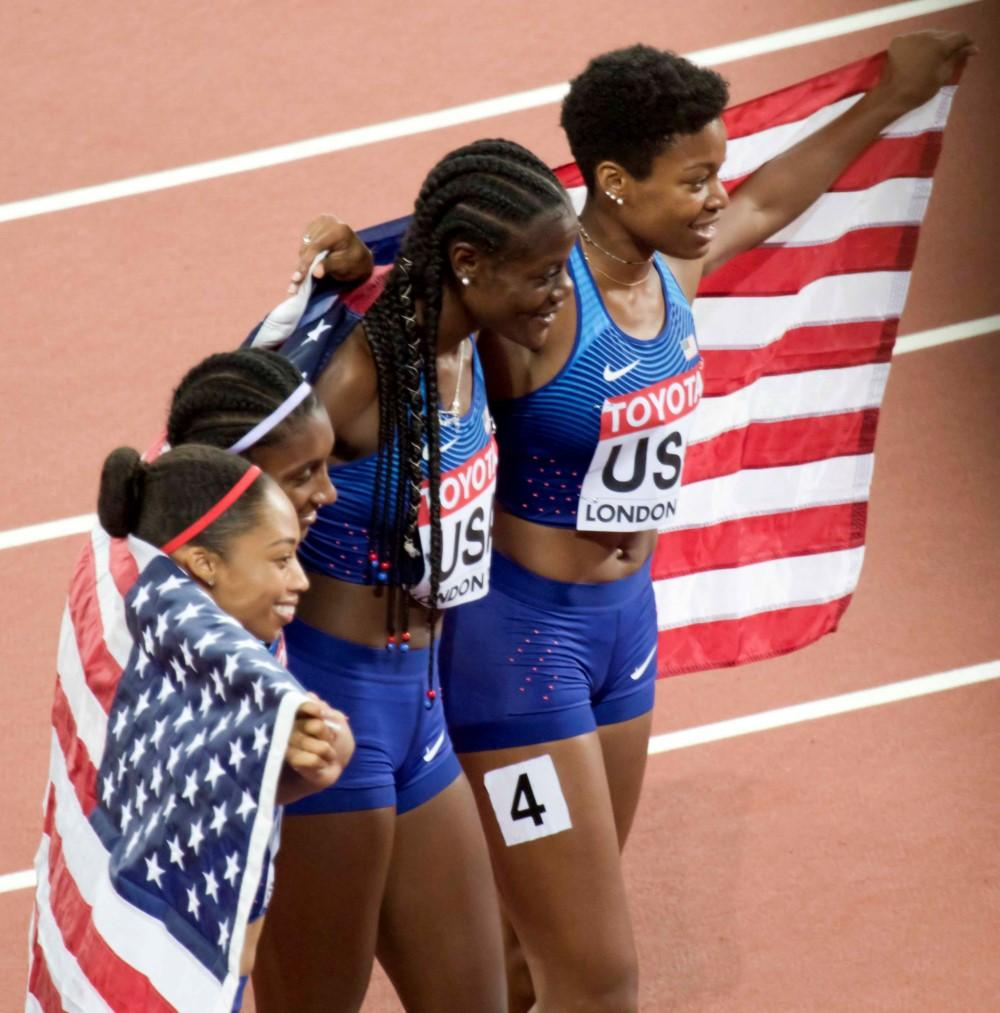
Die überlegenen Siegerinnen aus den Vereinigten Staaten (v. l. n. r.)::
Allyson Felix, Quanera Hayes, Shakima Wimbley, Phyllis Francis

| Platz | Bahn | Land           | Athletinnen | Zeit (min) |
| ----- | ---- | -------------- | --- | ---------- |
|       | 4    | USA            | - Quanera Hayes - Allyson Felix (Finale) - Shakima Wimbley - Phyllis Francis (Finale) im Vorlauf außerdem: - Kendall Ellis - Natasha Hastings                                  | 3:19,02 WL |
|       | 5    | Großbritannien | - Zoey Clark - Laviai Nielsen - Eilidh Doyle (Finale) - Emily Diamond im Vorlauf außerdem: - Perri Shakes-Drayton                                                              | 3:25,00    |
|       | 3    | Polen          | - Małgorzata Hołub - Iga Baumgart - Aleksandra Gaworska (Finale) - Justyna Święty (Finale) im Vorlauf außerdem: - Patrycja Wyciszkiewicz - Martyna Dąbrowska                   | 3:25,41 SB |
| 4     | 2    | Frankreich     | - Estelle Perrossier - Déborah Sananes - Agnès Raharolahy - Elea Mariama Diarra                                                                                                | 3:26,56 SB |
| 5     | 7    | Nigeria        | - Patience Okon George - Abike Funmilola Egbeniyi (Finale) - Glory Onome Nathaniel - Yinka Ajayi im Vorlauf außerdem: - Emerald Egwim                                          | 3:26,72    |
| 6     | 9    | Deutschland    | - Ruth Sophia Spelmeyer - Laura Müller - Nadine Gonska - Hannah Mergenthaler (Finale) im Vorlauf außerdem: - Svea Köhrbrück                                                    | 3:27,45    |
| 7     | 8    | Botswana       | - Christine Botlogetswe - Lydia Jele - Galefele Moroko - Amantle Montsho | 3:28,00    |
| DNF   | 6    | Jamaika        | - Chrisann Gordon - Anneisha McLaughlin-Whilby - Shericka Jackson (Finale) - Novlene Williams-Mills (Finale) im Vorlauf außerdem: - Anastasia Le-Roy - Stephenie Ann McPherson |            |

## Video
- Women 4x400m relay final – IAAF World Champs 2017, youtube.com, abgerufen am 7. März 2021